# 超級英雄：武力對決
《超級英雄：武力對決》是一個以DC漫畫宇宙所改編的格鬥遊戲，由華納兄弟互動娛樂發表在PlayStation 3、Wii U和Xbox 360平台。在2013年4月在北美、歐洲和澳大利亞發布，2013年6月在日本。iOS平台則是發布在2013年4月3日。Android平台則發布在2013年11月。
2013年10月7日宣布：2013年11月12日（北美）、2013年11月29日（欧洲）在PlayStation 3、PlayStation 4、PlayStation Vita、Microsoft Windows、Xbox 360平台发布终极版。终极版包括之前发布的所有DLC。
續作《超級英雄：武力對決2》於2016年6月公布、2017年5月16日推出。

## 發展
由NetherRealm Studios和DC漫畫的作家合作，為本遊戲創立一個獨立的故事。動作透過NetherRealm Studios採故事模式3.0，動作風格類似《真人快打對DC宇宙》，並參考2011年重啟的《真人快打》的單機遊戲經驗。依據設計師約翰·愛德華茲，戰鬥情節需合理化，不和自己人對打。作家賈斯汀灰色和吉米·帕爾苗蒂擔任故事顧問，以確保漫畫人物保持其應有的聲音。本遊戲的漫畫人物們外觀皆有精美的修改。
2012年5月31日宣布本遊戲。主要目的是創立一個和《真人快打》有明顯差異的格鬥遊戲風格。
遊戲運行在一個高度修改版的虛幻引擎3，形似《真人快打對DC宇宙》和《真人快打》。在第一個開發日記中，NetherRealm Studios宣布自發布《真人快打》以來已經取得了一些進步的技術。

## 系統
對戰時的場地是在一個兩維的平面中，并加上人物和背景組成三維的方式呈現。每場比賽有一個回合，每個人物皆有兩個生命。遊戲採輕、中和重攻擊四顆按鈕控制，此外每個人物還有獨特的能力和攻擊。某些人物的能力還能使周遭物品產生影響，如蝙蝠俠的道具能使汽車炸彈引起爆炸，如果有像超人一樣的能力甚至還可將一輛車重擊對手。
故事模式被分成幾個章節，敘述著人物之間的關係。且還會有小遊戲。其他功能還包括對戰模式、人才培養模式與星辰實驗室（Star Lab），其中包括240個人物挑戰小遊戲的結果可能會影響即將到來的戰鬥。遊戲後玩家可得經驗點數，可被用來解鎖備用服裝、音樂、藝術圖和其他獎勵。

## 劇情
在一條平行宇宙裡，小丑透過某種手段誘騙超人殺死他懷有身孕的妻子露薏絲·蓮恩，包括她腹中未出世的孩子，隨即引爆一顆核彈摧毀整座大都會，殺死數量將近百萬的居民。當蝙蝠俠於高譚市警察局中審問小丑關於核彈的來源時，滿臉悲憤的超人衝入審訊室中，無法忍受小丑無止境的嘲諷之下殺死小丑作為報仇。從那以後，超人變成冷血無情的獨裁暴君，建立「地球第一政權」（One Earth Regime）清除全球犯罪活動，獨自掌權成為最高統領。正義聯盟因此解散，大多數英雄都選擇忠誠於超人，而任何反抗超人的英雄或罪犯都被他殺害，留下蝙蝠俠一人躲在地下組建「反抗軍」（Insurgency）秘密抗擊超人的勢力。
五年後，反抗軍找到另一條平行宇宙，當中為正義聯盟成功阻止小丑引爆核彈，為了尋求幫助而將該「新宇宙」裡的神力女超人、水行俠、綠光戰警、以及綠箭俠轉移至這條平行宇宙。但其過程同時也將蝙蝠俠和小丑一起轉移過來，兩者單獨落至如今重建的大都會街道上，其被超人制度軍隊佔領。當綠光戰警開始各處尋找他的能量戒指充能處時，他意外遇見死敵聖納托和他的“二重身”黃光戰警，兩者都戴上黃色能量戒指而增強力量，綠光戰警擊退他們後帶離其他人撤離。水行俠回到家鄉亞特蘭提斯查看文檔庫，得知超人變成暴君以及得知該宇宙裡的他已經決定將亞特蘭提斯的權利轉交給超人，他只好陸續打敗前來和他簽約的沙贊和閃電俠，最後還被迫擊退他的二重身。
新宇宙的眾英雄最終在高譚市遇見該宇宙裡的蝙蝠俠，同時發現他的反抗軍成員包括臥底在超人政權裡的雷克斯·路瑟，蝙蝠俠帶他們回到蝙蝠洞，慢慢解釋他的世界淪為如此的起因，以及他將眾人帶來是為了得到必須靠正義聯盟全員之DNA開啟的氪石樣本，作為唯一能制伏或殺死超人的武器；由於超人建立政權時殺死過綠箭俠在內的所有反抗者，造成剩餘英雄無從選擇地服從他，缺失人手之下才迫使蝙蝠俠將他們帶來。另一方面，新宇宙的蝙蝠俠追逐小丑途中，被巡邏的鷹女俠和黃燈戰警錯認成該宇宙的蝙蝠俠而被抓捕。小丑隨後遇見哈莉·奎茵，其自從超人殺死小丑後獨自帶領「小丑黨」（Joker Clan）紀念他。蝙蝠俠率領反抗軍闖入韋恩莊園，打敗看守的冰霜殺手和所羅門·格蘭迪後，成功在蝙蝠洞裡尋獲氪石樣本。
在新宇宙中，超人試圖建立傳送門救回其他人時，無意間將鋼骨先送至平行宇宙裡，其從戰友們得知事情經過後便跟喪鐘搭檔，闖進地球軌道上的瞭望塔。同時，超人用新聞直播聲言將會處決抓獲的蝙蝠俠，藉此將其他英雄引至史崔克島，水行俠操縱海底生物擊退超人軍隊，而其他人趁機成功營救新宇宙的蝙蝠俠後被傳送走。超人剛想摧毀瞭望塔，但喪鐘撤退前使反應爐核心過熱後炸毀瞭望塔。與此同時，路瑟換上戰甲準備用氪石武器殺死超人，卻在關鍵時刻被沙贊阻止而失敗。超人趕到後處死路瑟，其殺人行徑被新聞公諸於世後，導致全世界開始反感他的方式，狂怒的超人決定摧毀高譚市和大都會來殺雞儆猴，甚至聲言結束後會去統治新宇宙。沙贊企圖制止超人而被殺後，閃電俠決定倒戈至反抗軍一方。
因為路瑟失敗，兩個蝙蝠俠決定將新宇宙的超人傳送過來對抗這裡的超人，在反抗軍和超人制度於大都會的戰鬥中，神力女超人突然被阿瑞斯轉移至天堂島，使她目睹她的二重身即將帶領亞馬遜戰士、奉超人之令去侵略大都會。當神力女超人打敗她的二重身後，所有亞馬遜族決定聽從她的命令加入反抗軍行列。新宇宙的超人到達後加入戰局，但平行宇宙的超人釋出如今被他控制的毀滅日，導致超人被迫將他們的戰鬥場地轉移至孤獨堡壘裡。打敗毀滅日後，兩個超人為決定世界命運展開最終對決；在新宇宙的超人獲勝下，徹底瓦解超人政權並結束他的殘暴統治。超人與其大部分忠誠者都被逮捕進史崔克島，小丑也被押回新宇宙裡。
路瑟被立下紀念碑譽為英雄，綠光戰警將他的二重身以及聖納托帶回宇宙守護者面前審判，神力女超人也幫忙使她的二重身下台並逮捕。戰敗的超人被關押在一座紅色太陽光照射而使他失去超能力的牢房裡閉門思過，而新宇宙的超人坦言「若換做是他經歷相同情況，很可能也會做出相同的舉動」，蝙蝠俠保證假如有那麼一天，自己便會過去新宇宙裡阻止他。兩人離開後，牢房裡的超人眼中開始露出一絲熱能射線的紅光……

## 登場人物
DC宇宙出現的幾個其他角色為非玩家角色，在故事過場的動畫以客串的方式登場和其他遊戲模式。此外，來自DC宇宙外的《真人快打系列》角色蝎子作為一個可下載的人物出現。
| 可控角色 | 可控角色 | 可控角色                                                                                           | 特定皮膚角色 |
| --- | --- | -------------------------------------------------------------------------------------------------- | --- |
| - 阿卡漢騎士c - 水行俠 - 阿瑞斯 - 班恩 - 蝙蝠女a - 蝙蝠俠（布魯斯·韋恩） - 黑亞當 - 貓女 - 鋼骨 - 死亡射手c - 喪鐘 - 達克賽德c - 毀滅日 | - 閃電俠（貝瑞·艾倫） - 綠箭俠 - 綠光戰警（哈爾·喬丹） - 哈莉·奎茵 - 鷹女俠（希拉·桑德斯·霍爾） - 小丑 - 殺手鱷c - 冰霜殺手 - 雷克斯·路瑟 - 暴狼a - 火星獵人a - 夜翼（迪克·格雷森） | - 酷姬 - 蝎子a - 沙贊 - 聖納托 - 所羅門·格蘭迪 - 靜電人c - 超人 - 神力女超人 - 扎坦娜a - 薩德將軍a | - 蝙蝠女（卡珊德拉·該隱）c - 蝙蝠俠（泰瑞·麥金尼斯）a - 蝙蝠俠（湯瑪士·韋恩）a - 生化超人ab - 閃電俠（傑伊·加里克）a - 閃電俠（華利·威斯特）c - 綠光戰警（約翰·史都華）ab - 綠光戰警（聖納托） - 綠光戰警（潔西卡·克魯茲）c - 鷹俠少女a（坎德拉·桑德斯） - 夜翼（達米安·韋恩）b - 紅頭罩（小丑）a - 逆閃電c |

^a ：DLC和終極版中追加。
^b ：該皮膚擁有不同配音。
^c ：iOS版和Android版的專有角色。

## 反應

### 評價
《超級英雄：武力對決》得到了積極的評論家的好評。評論網站GameRankings和Metacritic給了Wii U版的83.25％，82/100的分數。Xbox 360版的82.05％，81/100和PlayStation 3的版本81.04％，77/100。
IGN稱讚本遊戲的故事模式和獨特的戰鬥遊戲機制，雖然批評粗糙的過場動畫。表示過場動畫的引擎，城市的紋理平淡和粗製濫造的建築物侵蝕視覺上的衝擊。NintendoFuse史蒂夫·卡勒姆表示，Wii U的版本是「堅實的戰鬥」，他接著讚美的故事情節、遊戲模式、音樂、圖形和各種人物，但批評從遊戲手柄的低量水準，缺少連接的iOS應用程序。

### 銷售
《超級英雄：武力對決》推出後的一個月，成為2013年4月期間在美國最暢銷的遊戲，分析結果在該月銷售超過25萬份。根據NPD組，遊戲以後將繼續在美國排行榜最暢銷的遊戲（5、6月的前10名）。
本遊戲在阿拉伯聯合大公國和科威特地區被禁止，儘管「Injustice: Gods Among Us」只是作為宣傳用。推測是因為「Gods（神）」這個字，且還曝露了一些女性人物的衣服，畫面暴力。直到最後，阿拉伯聯合大公國的禁令才被解除。

## 外部連結
- 官方网站
- 互联网电影数据库（IMDb）上《超級英雄：武力對決》的资料（英文）